# Mimosa spiciflora
Mimosa spiciflora är en ärtväxtart som beskrevs av Gustav Karl Wilhelm Hermann Karsten. Mimosa spiciflora ingår i släktet mimosor, och familjen ärtväxter. Inga underarter finns listade i Catalogue of Life.